# Poppo
Poppo (død 19. juli efter 1019) var en tysk gejstlig, der i 900-tallet og begyndelsen af 1000-tallet var biskop i Slesvig. 
Det er almindeligvis gengivet således, at det var Poppo, der omkring år 965 overbeviste den danske kong Harald om, at Kristus var en langt stærkere guddom end de nordiske guder. For at overbevise kongen og de tilstedeværende om den kristne tros sandhed bar Poppo, uskadt, jernbyrd på kristendommens styrke. Kong Harald besluttede efter dette, at hele folket skulle lade sig omvende til den nye tro, og som Harald skriver på den store jellingsten, så gjorde han "danerne kristne". 
I senere versioner af fortællingen om Poppo bliver det fremstillet som, at Poppo efter sin jernbyrd foretog en egentlig dåb af kongen, men den udlægning understøttes ikke af de mere samtidige kilder.
Ikke desto mindre, måske med kirkens tilskyndelse, greb historien om Haralds dåb om sig, og herunder opstod så tillige legenden, at dåben skulle have fundet sted ved Poppostenen syd for Flensborg. 
Der opstod siden mange andre legender om Poppo. I Tamdrup Kirke fandtes et skrin for ham[kilde mangler] med fremstillinger af fortællingen om Harald Blåtands dåb.